# Werpeloh
Werpeloh ist eine Mitgliedsgemeinde der Samtgemeinde Sögel im Landkreis Emsland in Niedersachsen (Deutschland).

## Geografie

### Lage
Die Gemeinde Werpeloh liegt in der Mitte des Hümmling, einer waldreichen Geestlandschaft im Emsland, deren markanteste Erhebung mit 73 m ü. NN der östlich der Ortschaft gelegene Windberg ist.
Bei Werpeloh befindet sich der Zeltplatz „Windberg“.

### Nachbargemeinden
Nachbargemeinden sind im Norden die Gemeinde Neubörger in der Samtgemeinde Dörpen, im Nordosten die Gemeinde Börger, im Osten die Gemeinde Spahnharrenstätte, im Süden die Gemeinde Sögel und im Westen die Gemeinde Renkenberge in der Samtgemeinde Lathen, sowie die Gemeinde Wippingen in der Samtgemeinde Dörpen.

## Geschichte
Der Ort wurde zum ersten Mal im Jahre 854 in den Unterlagen des Klosters Corvey erwähnt. Er wurde in den Anfangsjahren auch als Wedropla bezeichnet. Heute gehört der westlich des Windbergs gelegene Ort zum Landkreis Emsland.
Werpeloh hat heute ca. 1100 Einwohner und ist eher von der Landwirtschaft geprägt, es gibt aber auch Betriebe aus dem verarbeitenden und produzierenden Gewerbe.

## Gemeinderat
Der Gemeinderat besteht aus 11 Mitgliedern. Die Ratsmitglieder werden durch eine Kommunalwahl für jeweils fünf Jahre gewählt. Die aktuelle Amtszeit begann am 1. November 2021 und endet am 31. Oktober 2026.
Seit der Kommunalwahl vom 12. September 2021 gehören ihm 3 Parteien bzw. Gruppen an:
- CDU – 6 Sitze,
- Werpeloher Liste (WL) – 4 Sitze,
- SPD – 1 Sitz.

## Kultur und Sehenswürdigkeiten
Zu den Sehenswürdigkeiten des Ortes zählen das Batak-Haus, der Steinkreis und die Skulpturen, die von Pater Matthäus Bergmann (1932–2008), dem ehemaligen katholischen Pfarrer der Gemeinde, entworfen wurden. Bei dem Batak-Haus handelt es sich um eine originalgetreue Nachbildung eines Hauses von der Insel Sumatra. Dieses Haus wird als Brücke zwischen den Kulturen und als Missionsmuseum genutzt.
Im Ortszentrum befindet sich die 1970 zu Ehren des heiligen Franz von Assisi in kreisrunder Form erbaute Sankt-Franziskus-Kirche. Das Kircheninnere zeigt unter anderem eine originalgetreue Kopie des Turiner Grabtuchs.
Das Gemeindegebiet ist durch zahlreiche megalithische Relikte der Trichterbecherkultur  (Sprockhoff-Nummern 822–826) gekennzeichnet:
- Steenhus von Werpeloh (Steenhus in den Klöbertannen, Werpeloh I),
- Großsteingrab Werpeloh II,
- Großsteingrab Werpeloh III,
- Großsteingräber auf der Buschhöhe (Werpeloh IV + V).

## Sport
In Werpeloh gibt es den Sportverein DJK Werpeloh 1934 e. V., der als Sportart hauptsächlich Fußball anbietet. Daneben hat der Verein auch Tischtennis, Gymnastik, Volleyball, Reiten, Kindertanz und Line-Dance im sportlichen Angebot.

## Musik
Der Musikverein Werpeloh 1924 e. V. bietet allen Interessierten eine interessante Plattform, die es ermöglicht, sich musikalisch und gesellig zu betätigen. Das Repertoire beinhaltet neben bekannter traditioneller Blasmusik, insbesondere auch moderne Kompositionen, die dem Musikgeschmack der überwiegend jugendlichen Musikanten entgegenkommen.

## „Ein deutsches Dorf“
2017 recherchierte ein Studienjahrgang junger Journalisten der Henri-Nannen-Schule vierzehn Tage lang in Werpeloh für das Multimedia-Projekt Ein deutsches Dorf. Sie berichteten detailliert über ein Spektrum von Fakten, Gedanken und Vorurteilen und erhielten dafür den Grimme Online Award 2018.